# نغوين فان تانغ
نغوين فان تانغ هو لاعب كرة قدم فيتنامي في مركز الدفاع، ولد في 15 يناير 1990 في فيتنام. لعب مع نادي هوانغ آنه جيا لاي.

## وصلات خارجية
- نغوين فان تانغ على موقع قاعدة بيانات كرة القدم.إي يو (الإنجليزية)
- نغوين فان تانغ على موقع Soccerway.com (الإنجليزية)